# نالسافت
نالسافت (انگلیسی: Nullsoft) شرکت نرم‌افزار آمریکایی است، که در سال ۱۹۹۷ تأسیس شد. مؤسس این شرکت جاستین فرانکل نام دارد که با ارائه برنامه محبوب وین‌امپ که یک برنامه پخش مدیا به صورت صوتی و تصویری می‌باشد، مشهور شده‌است. در واقع این برنامه را می‌توان اولین محصول موفق این شرکت معرفی کرد که بعد از آن نالسافت مسیر پیشرفت خود را با گسترش برنامه‌های اوپن سورسی که کم‌کم به برنامه‌های تجاری بدل می‌شدند دنبال کرد. از مهم‌ترین این برنامه‌ها می‌توان به برنامه متن باز Nullsoft Scriptable Install System (NSIS) که به صورت تجاری و تحت نام InstallShield ارائه شد، اشاره کرد.
نالسافت در ۱ ژوئن ۱۹۹۹ به AOL (که قبلاً به نام America Online شناخته می‌شد) فروخته شد و پس از آن به عنوان یک شرکت تابعه از این شرکت وجود داشت. پس از خرید، دفتر مرکزی نالسافت به سانفرانسیسکو، کالیفرنیا منتقل شد. پیشرفت‌های بعدی آنها شامل فرمت Nullsoft Streaming Video (NSV) بود که برای پخش رسانه‌هایی که از هر کدک صوتی یا تصویری استفاده می‌کردند، در نظر گرفته شد. در سال ۲۰۰۲، مطبوعات فناوری به نام Ultravox را در حال توسعه توسط نالسافت گزارش کردند.
در نوامبر ۲۰۱۳، یک گزارش غیررسمی ظاهر شد که مایکروسافت در حال مذاکره با AOL برای خرید نالسافت است. در ۱۴ ژانویه ۲۰۱۴، رسماً اعلام شد که رادیو آنلاین بلژیکی Radionomy Winamp و Shoutcast را خریداری کرده‌است که قبلاً متعلق به نالسافت بود. هیچ جزئیات مالی به‌طور عمومی اعلام نشد.